# اندیس سنگ مرمریت
سنگ مرمریت یک اندیس مصالح ساختمانی است که در حوالی شهر آباده استان فارس قرار دارد و مادهٔ معدنی موجود در آن، مرمریت است. سنگ میزبان این اندیس سنگ آهک است و دیرینگی آن به دوران الیگو میوسن می‌رسد.